# دوسالانه ونیز
دوسالانه ونیز (به انگلیسی: Venice Biennale)، یا بینال ونیز (به ایتالیایی: Biennale di Venezia)، نمایشگاهی از آثار هنری معاصر است که هر دو سال یکبار (در سال‌های فرد) در شهر ونیز ایتالیا برگزار می‌شود.
دوسالانه ونیز سال ۱۸۹۵ برای ارائه هنر جدید از سراسر دنیا تأسیس شد و بتدریج این ایده در آن شکل گرفت که هر کشور با شکل‌دادن به یک غرفه خاص، هنر خود را بیان کند.
بلژیک اولین کشوری بود که در سال ۱۹۰۷ این غرفه را دایر کرد.
دوسالانه ونیز نمایشگاهی بزرگ از هنرهای معاصر است و به مرور با گسترش این نمایشگاه که از دیدنی‌های ایتالیا است، و میزبانی از هنرمندان سراسر جهان، آثار ارائه شده هم منحصر به تجسمی نماند و امروز فیلم، موسیقی، تئاتر و معماری را نیز شامل می‌شود. نمایشگاه از همان ابتدا با هدف حمایت از هنرهای تجسمی معاصر و آوانگارد و به اصطلاح هنرِ پیشرو راه افتاده بود. شهردار ونیز در سال ۱۸۹۳ به فکرِ نمایشگاهی بود تا هنرمندان ایتالیا جایی نمایش آثارشان داشته باشند. کم‌کم کشورهای دیگر هم پیدا شدند و به مرور غرفه‌های ثابتی برای آن‌ها در نظر گرفته شد. با جهانی شدن جشنواره، هنرهای ارائه‌شده هم منحصر به تجسمی نماند و کار به هنرهای دیگر رسید تا جایی که بعضی از آن‌ها هر سال برگزار می‌شوند؛ در دههٔ ۱۹۳۰ میلادی بخش‌های فیلم، موسیقی و تئاتر و در دههٔ ۱۹۸۰ پای آرشیتکت‌ها و هنر معماری به این نمایشگاه باز شد.